# Capella del Roser (Valls)
La Capella del Roser és un monument del municipi de Valls (Alt Camp) declarat bé cultural d'interès nacional.

## Descripció
L'església és d'una nau amb quatre trams i coberta amb volta de canó amb llunetes sobre pilars. A l'interior hi ha pintures d'Anton Català Gomis i escultures de l'artista local Josep Busquets i Òdena. Els dos murs laterals tenen uns plafons de rajoles vidriades de principis del segle xvii, formant un conjunt de ceràmiques dels més importants de l'època. La façana, renaixentista, entre mitgeres, està dividida en dos cossos. En l'inferior, de pedra, es troba centrada la porta rectangular coronada per una cornisa. Els brancals estan decorats formant pilastres. En la part superior i damunt la porta hi ha un nínxol amb la Verge del Roser i una obertura amb esgrafiats. L'acabament és una cornisa sinuosa. L'edifici és de pedra i maçoneria arrebossada pintada de vermell anglès.

## Història
Els procuradors de la Confraria de Nostra Senyora del Roser contractaren el 3 d'agost de 1588 el mestre de cases Jaume Solsona per tal de construir una església en advocació a la Verge del Roser, al mateix lloc on hi havia hagut la de Santa Anna. Aquesta capella, construïda el 1612, no s'ha conservat, ja que l'estructura es va refer el 1634, any en què van ser-hi col·locades les rajoles de ceràmica polícroma al·lusives a la victòria cristiana en la batalla de Lepant (1571). Experimentà una nova reconstrucció durant el segle xviii. Les vidrieres de la part alta dels murs laterals es van col·locar l'any 1968.

## Els plafons de rajola policroma vidriada
Joan Ainaud (Ars Hispaniae) distingeix dos grans períodes en la rajola catalana, la gòtica i la barroca. El primer arriba fins a començaments del segle xvi i les seves característiques són el predomini del blau i de fer-se ressò en tot moment de la producció valenciana (de Manises, sobretot). La barroca comença amb el segle xvii, quan les relacions comercials i polítiques amb Itàlia facilitaren l'entrada i l'adopció de noves tècniques de la policromia amb una paleta molt àmplia.
Al llarg d'aquest segle a Catalunya es produí un notable creixement econòmic que propicià un millor nivell de vida. En aquell context es desenvoluparen les xarxes de distribució comercial la qual cosa possibilità la ràpida difusió de la ceràmica policromada per tot el país.
Completament dominada la tècnica pels terrissaires catalans i, desbordant el marc purament domèstic de la vaixella, la rajola vidriada policroma amplià el seu camp amb la fabricació d'innombrables objectes de la vida pública i privada: sòcols, plafons decoratius, plafons de sants, fonts, bancs, arrambadors, noms de carrers, etc. La rajola policroma presentava un aspecte altament decoratiu que, unit a les seves qualitats pràctiques (els arrambadors tenien també una funció higiènica), van fer d'ella una de les arts sumptuàries més importants.
És interessant constatar que si bé l'interès per la policromia es desvetllà a Catalunya arran de les importacions d'"obra de Pisa" (així l'anomenaven), el primer artífex documentat en practicar-la fou un castellà, Lorenzo de Madrid, que s'instal·là a Manresa procedent de Talavera de la Reina. Els diputats del general (la Generalitat), l'any 1596, li van encarregar les rajoles de la "sala nova" del Palau de la Generalitat de Catalunya (paviment i arrambadors). De començaments del XVII, són les rajoles procedents d'un arrambador del convent de monges santjoanistes de Jerusalem (desaparegut), que hi havia a l'actual plaça de la Gardunya, darrere el mercat de la Boqueria; curiosament, aquestes rajoles foren trobades en el paviment d'uns estables de Badalona, on, segons Batllori, les hi podrien haver portat carreters badalonins que anaven a la Boqueria. De mitjan segle XVII daten els plafons de la capella del Roser de Valls. Del darrer quart del segle, els plafons i els arrambadors de la Casa de la Convalescència, actual seu de l'Institut d'Estudis Catalans. De finals del XVII o d'inicis del XVIII, la Font de la Salut d'Alella, d'on procedeixen els famosos plafons de la “xocolotada” i la “cursa de braus” del Museu del Disseny de Barcelona.

### Plafons de la batalla de Lepant

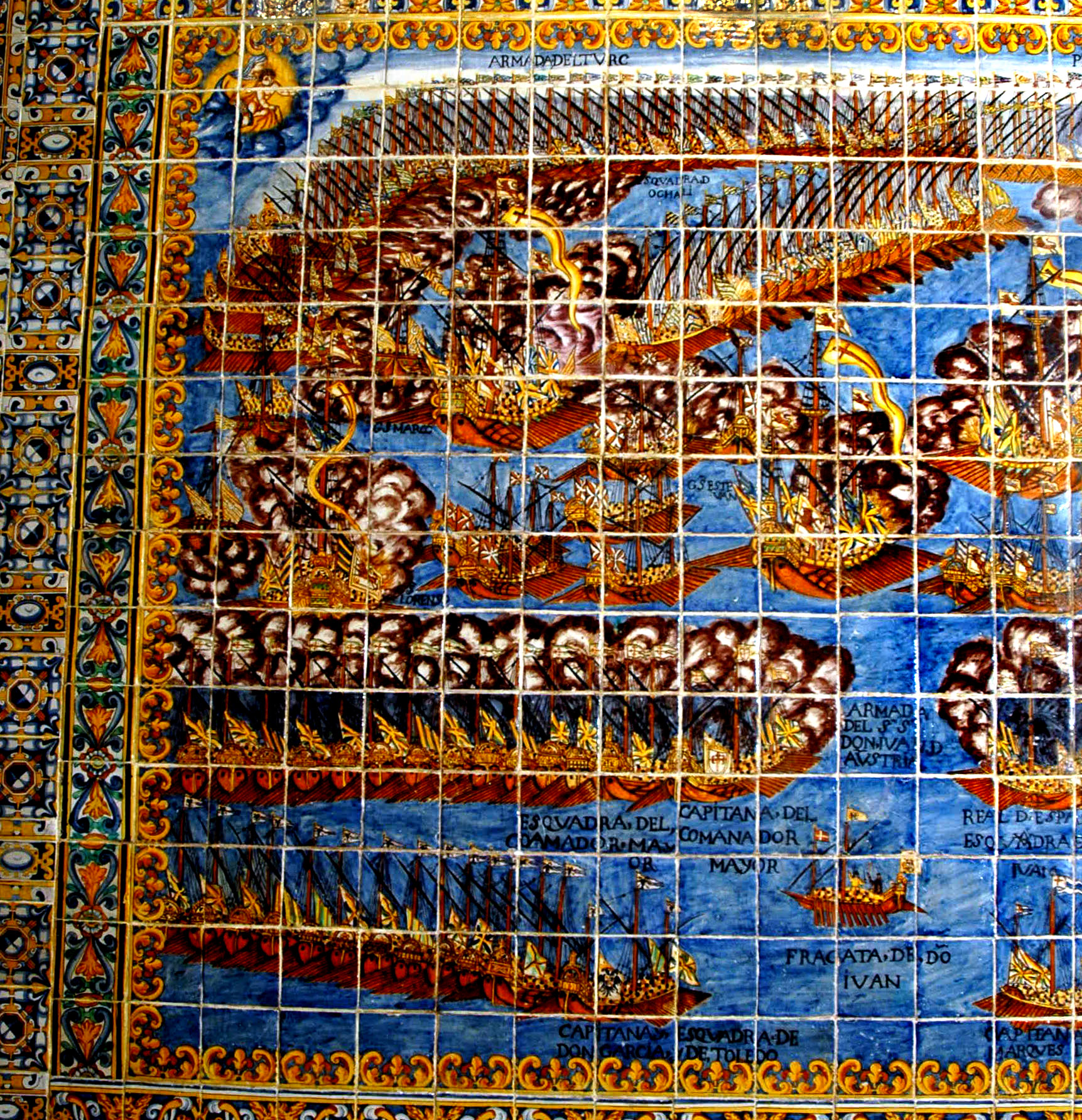
Valls, capella del Roser. Fragment del plafó de la dreta on s'hi representa la Batalla de Lepant

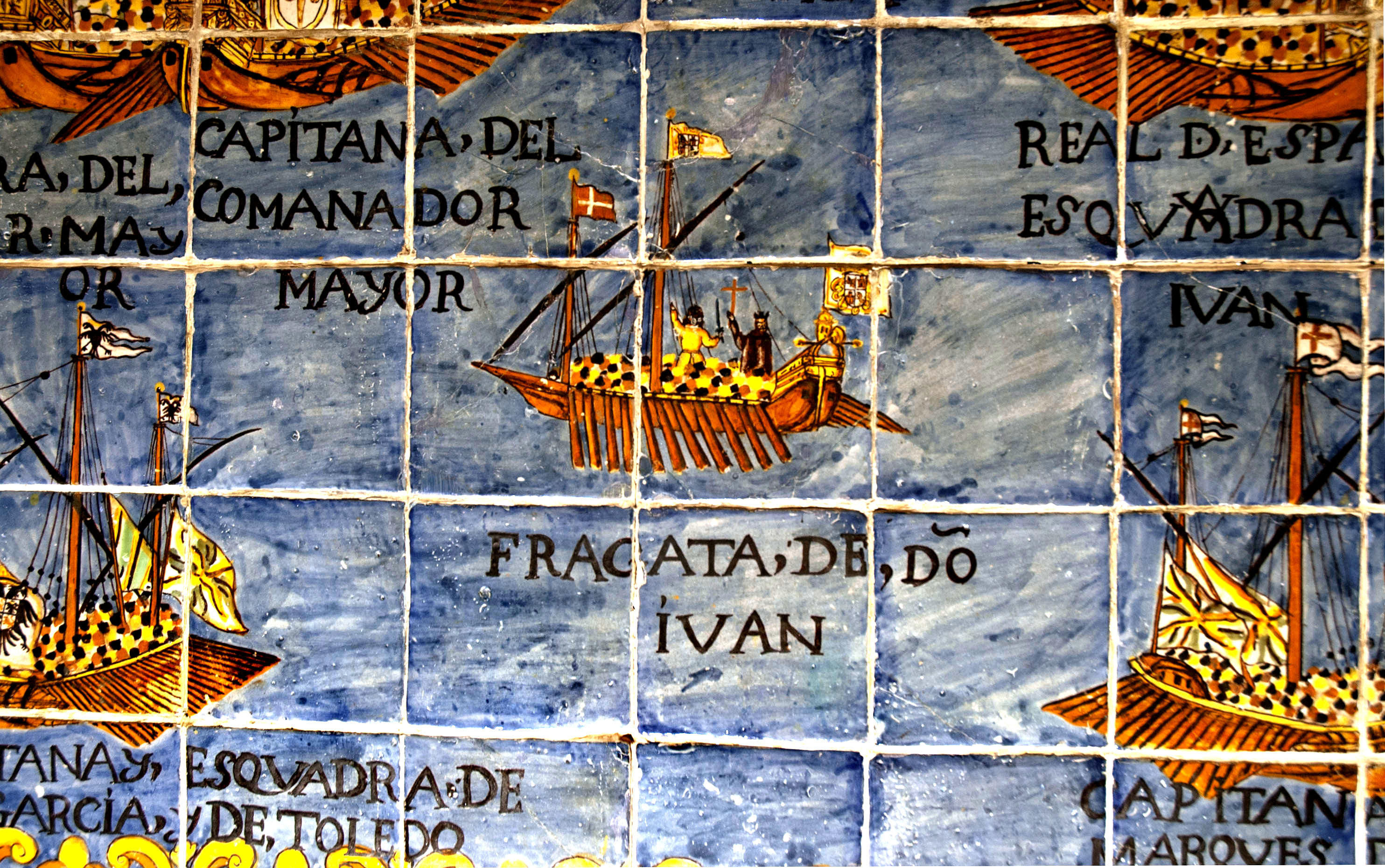
Valls, capella del Roser. Fragment del plafó de la dreta on s'hi representa la Batalla de Lepant

La batalla de Lepant posà fi al perill turc que pressionava des de feia anys les costes de la Mediterrània occidental. Presentaren batalla una Confederació o Lliga Santa (1571) formada pels Estats Pontificis, República de Venècia i Espanya. El Papa declarà croada l'expedició (això comportava molts beneficis espirituals), i el dia 17 de setembre de 1571 es reuniren a l'estret de Messina 300 naus cristianes comandades per Joan d'Habsburg i Blomberg. S'enfrontaren a 250 vaixells turcs i 120.000 homes sota les ordres d'Alí Paixà. La formació del combat fou la mitja lluna. Joan d'Àustria rebia consells dels capitans, Álvaro de Bazán y Guzmán, Lluís de Requesens i Zúñiga (comanador major de Castella), Cardona, Barbarigo, Marco Antonio Colonna i Alexandre Farnesi. El 7 d'octubre de 1571 va tenir lloc la batalla que fou una gran victòria cristiana. L'alegria de tota la cristiandat fou enorme. L'església va instituir la festa de la Mare de Déu del Roser per celebrar-la, i va afegir a les lletanies del rosari l'“Auxilium Christianorum”.
.

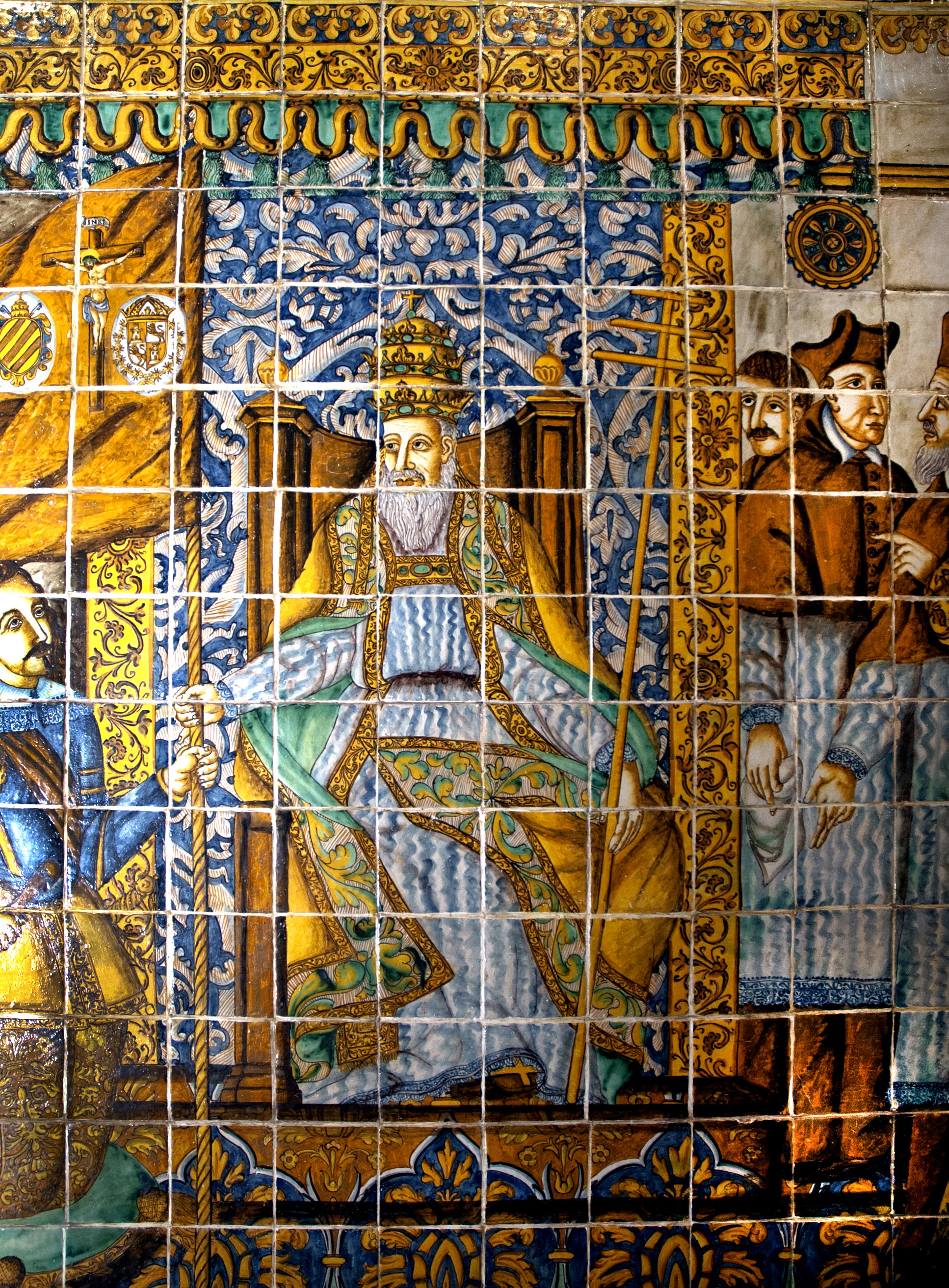
Valls, capella del Roser. Fragment del plafó de l'esquerra on s'hi representa el papa Pius V lliurant de la bandera de la Santa Lliga a Joan d'Austria

Una gran profusió d'elements ornamentals i cariàtides acompanya les dues grans composicions de figures d'aquesta capella. A la de l'esquerra (costat de l'evangeli), s'hi representa l'escena del lliurament de la bandera de la Santa Lliga, feta fer pel papa Pius V, a Joan d'Àustria. A la de la dreta (costat de l'epístola), hi figura una gran panoràmica de la batalla de Lepant.
Les composicions, tant la de la batalla com la del lliurament de la bandera, pel que fa a la perspectiva convencional, són fidels a la tradició de la tapisseria. Uns textos expliquen quines són les diverses esquadres, i el nom de les galeres que estan lluitant a primera fila, entre els aliats i l'armada del turc. Als temes ornamentals, hi domina encara el gust clàssic. A més de les cariàtides hi ha les oves, les greques de volutes i palmetes, les cartel·les amb gemma central, els putti, els trofeus de flors, de fruites o de peixos, així com les màscares de grotesc, etc. Al plafó de la batalla, a l'angle superior esquerre, hi ha la Mare de Déu del Roser, a la intersecció de la qual fou atribuïda la victòria cristiana.
Les fonts iconogràfiques que servien de model als artesans que fabricaven aquestes rajoles els les subministraven els promotors de l'obra. Procedien de llibres, gravats, làmines... que reproduïen obres d'artistes famosos, i de repertoris decoratius del grotesc italià que utilitzaven tota mena d'arts sumptuàries, sobretot les tèxtils (tapissos, catifes, draps...). Als plafons del vestíbul de la Casa de Convalescència de Barcelona, es pot observar la influència d'obres de Tintoretto, Rubens o de Rafael, i és molt probable que per al plafó de la batalla de Lepant de la capella del Roser de Valls, hom hagués utilitzat gravats de batalles navals molt freqüents a l'època.
La major part d'aquests plafons són obres anònimes, tanmateix, alguns especialistes atribueixen els de Valls als Passoles, una nissaga de més d'un artesà (Llorenç, Pau...) actius a Barcelona durant aquest període. L'Arxiu de l'Hospital de la Santa Creu de Barcelona i Sant Pau, conserva molta documentació d'aquests artesans relativa als plafons de la Casa de Convalescència).